# Erica Bougard
Erica Marsha Bougard (Memphis, Tennessee, 26 de juliol de 1993) és una heptatleta estatunidenca. Va representar els Estats Units als Campionats del Món el 2013. Es va fer famosa internacionalment a l'octubre del 2019 durant els Campionats del Món al Qatar, arran del fet de portar una franja amb un arc de sant Martí a les seves sabates, cosa que s'ha interpretat com una protesta per les lleis contra la homosexualitat del Qatar.